# Złota kolekcja: U studni
Złota kolekcja: U studni – składanka piosenek zespołu Stare Dobre Małżeństwo, wydana w 2003 roku.

## Lista utworów
1. Jak
2. Nie brookliński most
3. Z nim będziesz szczęśliwsza
4. Pożegnanie
5. Niemowa
6. Czasem nagle smutniejesz
7. Obudź się
8. Czarny blues o czwartej nad ranem
9. Blues dla Małej
10. Za dalą dal
11. Tango Triste
12. Nie rozdziobią nas kruki
13. Zbieg okoliczności łagodzących
14. Pod kątem ostrym
15. U studni
16. Bieszczadzkie anioły
17. Zimowy taniec
18. Leluchów
19. Makatka ze Złocieńca
20. Miedziana dziewczyna